# Never Say Goodbye (chanson de Bon Jovi)
Singles de Bon Jovi
Wanted Dead or Alive
(1987) Bad Medicine
(1988)
Clip vidéo
[vidéo] « Never Say Goodbye », sur YouTube
Never Say Goodbye est une chanson du groupe de rock américain Bon Jovi extraite de leur troisième album studio, Slippery When Wet, paru le 19 août 1986.
La chanson n'a pas été publiée en single aux États-Unis et était donc inéligible pour le Hot 100 de Billboard. Néanmoins, en juin 1987 elle a atteint la 28e place au classement Hot 100 Airplay (classement des 100 chansons les plus jouées en radio) de ce magazine.
Au Royaume-Uni, en août 1987 le single avec cette chanson a atteint la 21e place au classement national.